# Hydrotaea fuliginosa
Hydrotaea fuliginosa är en tvåvingeart som beskrevs av Robineau-desvoidy 1830. Hydrotaea fuliginosa ingår i släktet Hydrotaea och familjen husflugor. Inga underarter finns listade i Catalogue of Life.